# المثلل (القفر)

تعديل مصدري - تعديل

المثلل محلة تابعة لقرية قبال، التابعة لعزلة بني سباء بمديرية القفر إحدى مديريات محافظة إب في الجمهورية اليمنية، بلغ تعداد سكانها 70 حسب تعداد اليمن لعام 2004.